# Olympische Sommerspiele 1992/Leichtathletik – 10 km Gehen (Frauen)
Das 10-km-Gehen der Frauen bei den Olympischen Spielen 1992 in Barcelona wurde am 3. August 1992 ausgetragen. 44 Athletinnen nahmen an dieser olympischen Premiere eines Gehwettbewerbes für Frauen teil. 38 der gestarteten Geherinnen erreichten das Ziel im Olympiastadion Barcelona, Sechs Athletinnen wurden disqualifiziert, Aufgaben waren nicht zu vermelden.
Das Frauengehen wurde in dieser Form nur dreimal ausgetragen. Von 2004 an wurde die Distanz an die kürzeste Streckenlänge für die Männer von zwanzig Kilometern angepasst. Im Vergleich zum Männerangebot fehlte für die Frauen noch ein zweiter Gehwettbewerb über eine längere Distanz – bei den Männern fünfzig Kilometer.
Erste Olympiasiegerin wurde die Chinesin Chen Yueling. Sie gewann vor der Russin Jelena Nikolajewa, hier am Start für das Vereinte Team der ehemaligen Sowjetrepubliken. Bronze gewann die Chinesin Li Chunxiu.
Für Deutschland gingen Beate Anders, spätere Beate Gummelt, und Kathrin Born, spätere Kathrin Boyde, an den Start. Anders beendete das Rennen auf Platz sechzehn, Born auf Platz 33.

Athletinnen aus der Schweiz, Österreich und Liechtenstein nahmen nicht teil.

## Aktuelle Titelträgerinnen

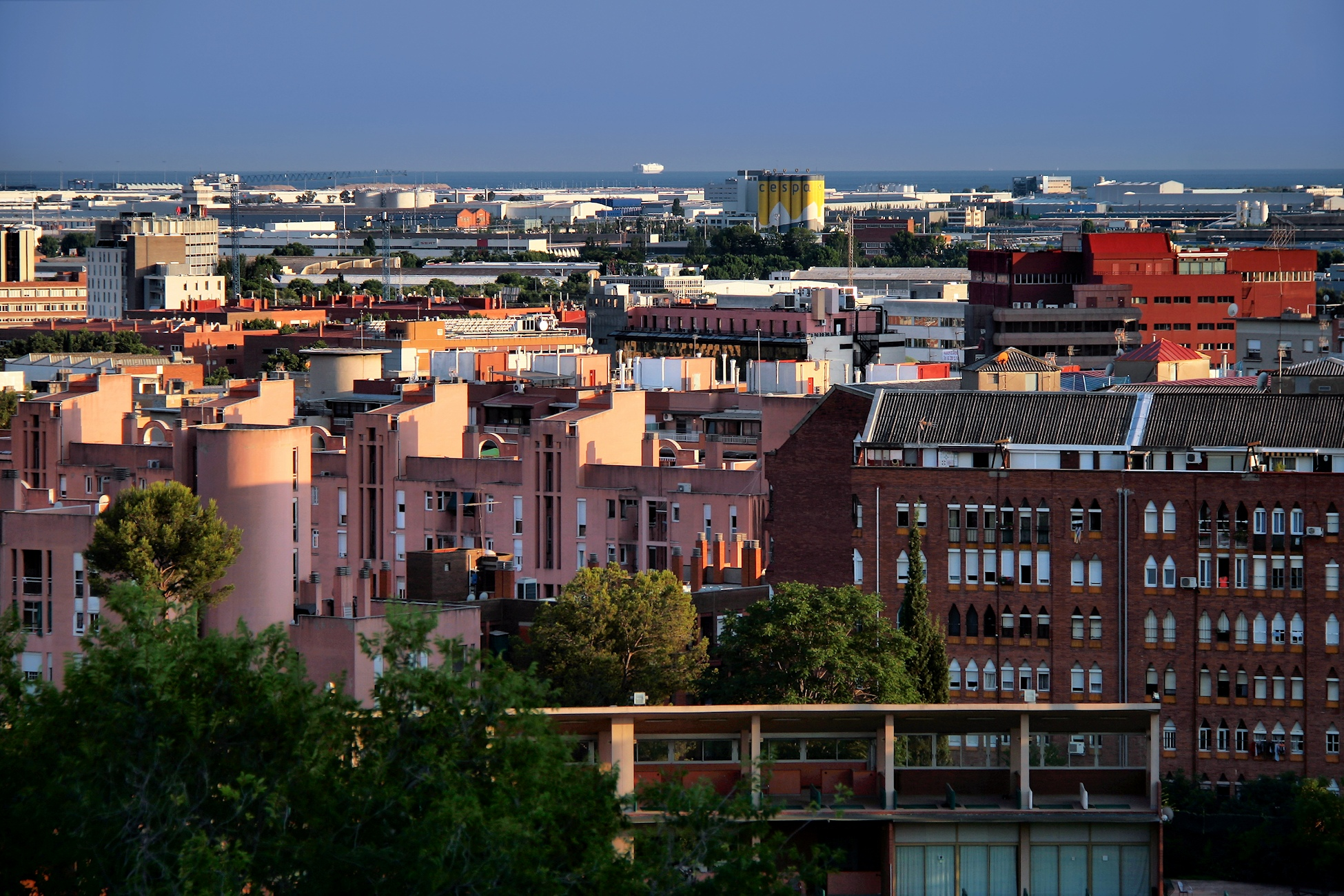
Die Zona Franca von Barcelona im Jahr 2015

| Olympiasiegerin 1988                      | Wettbewerb bei Olympischen Spielen bisher nicht ausgetragen | Wettbewerb bei Olympischen Spielen bisher nicht ausgetragen | Wettbewerb bei Olympischen Spielen bisher nicht ausgetragen       |
| Weltmeisterin 1991                        | Alina Iwanowa ( Sowjetunion)                                | 42:57 min                                                   | Tokio 1991                                                        |
| Europameisterin 1990                      | Annarita Sidoti ( Italien)                                  | 44:00 min                                                   | Split 1990                                                        |
| Panamerikanische Meisterin 1991           | María Graciela Mendoza ( Mexiko)                            | 46:42 min                                                   | Havanna 1991                                                      |
| Zentralamerika- und Karibikmeisterin 1991 | María Colín ( Mexiko)                                       | 49:16 min                                                   | Xalapa 1991 – ausgetragen als Bahnwettbewerb                      |
| Südamerikameisterin 1991                  | Gloria Moreno ( Kolumbien)                                  | 52:41 min                                                   | Manaus 1991 – ausgetragen als Bahnwettbewerb                      |
| Asienmeisterin 1991                       | Li Chunxiu ( Volksrepublik China)                           | 49:15 min                                                   | Kuala Lumpur 1991                                                 |
| Afrikameisterin 1992                      | Dounia Kara ( Algerien)                                     | 24:57 min                                                   | Belle Vue Maurel 1992 – ausgetragen als 5000-Meter-Bahnwettbewerb |
| Ozeanienmeisterin 1990                    | Frauengehen nicht im Meisterschaftsprogramm                 | Frauengehen nicht im Meisterschaftsprogramm                 | Frauengehen nicht im Meisterschaftsprogramm                       |

## Bestleistungen/Rekorde

### Bestehende Bestleistungen/Rekorde
Weltrekorde wurden im Straßengehen außer bei Meisterschaften und Olympischen Spielen wegen der unterschiedlichen Streckenbeschaffenheiten nicht geführt.
| Weltbestzeit       | 41:56,2 min                                                 | Nadeschda Rjaschkina ( Sowjetunion)                         | Seattle, USA                                                | 24. Juli 1990 – ausgetragen als Bahnwettbewerb a            |
| Olympischer Rekord | Wettbewerb bei Olympischen Spielen bisher nicht ausgetragen | Wettbewerb bei Olympischen Spielen bisher nicht ausgetragen | Wettbewerb bei Olympischen Spielen bisher nicht ausgetragen | Wettbewerb bei Olympischen Spielen bisher nicht ausgetragen |

### Erster Olympiarekord
Die chinesische Olympiasiegerin Chen Yueling stellte mit 44:32 min bei hohen Temperaturen und somit schwierigen Bedingungen den ersten olympischen Rekord in dieser Disziplin auf.

## Streckenführung
Der größte Teil des Wettbewerbs wurde auf der Straße Zona Franca durchgeführt. Die Straße liegt ca. 1,5 km südwestlich des Olympiastadions. Der Start befand sich auf der Zona Franca, wo ein ca. 1000 Meter langer Rundkurs achtmal absolviert wurde. Anschließend führte die Route über die Carrer del Foc und dem Passeig Olimpic hinein ins Olympiastadion, wo nach einer Runde auf der Laufbahn das Ziel lag.

## Ergebnis und Rennverlauf

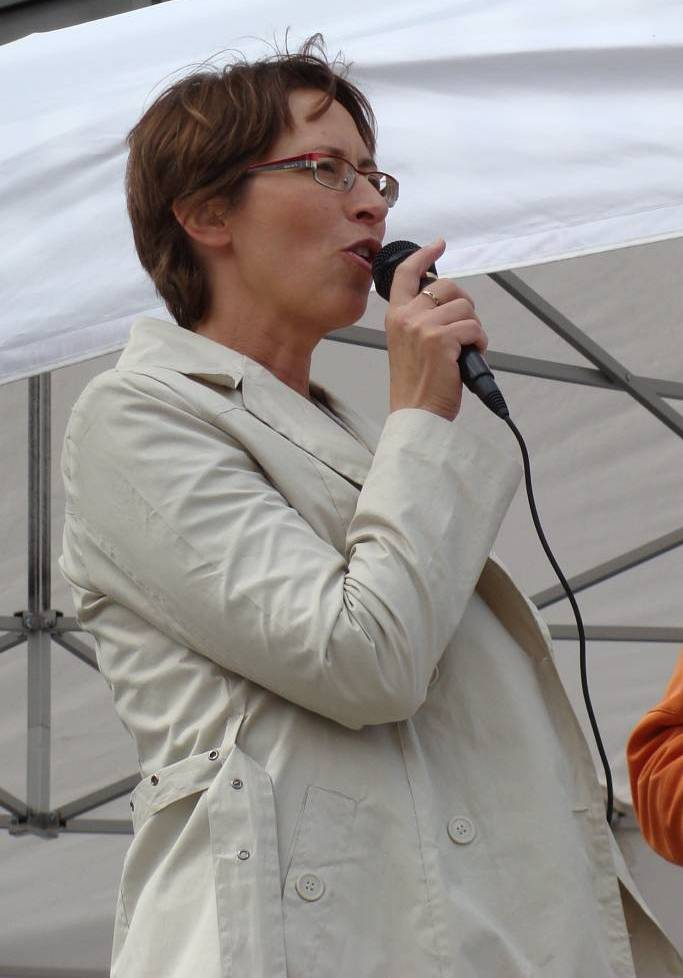
Die viertplatzierte Sari Essayah (hier im Jahr 2009)

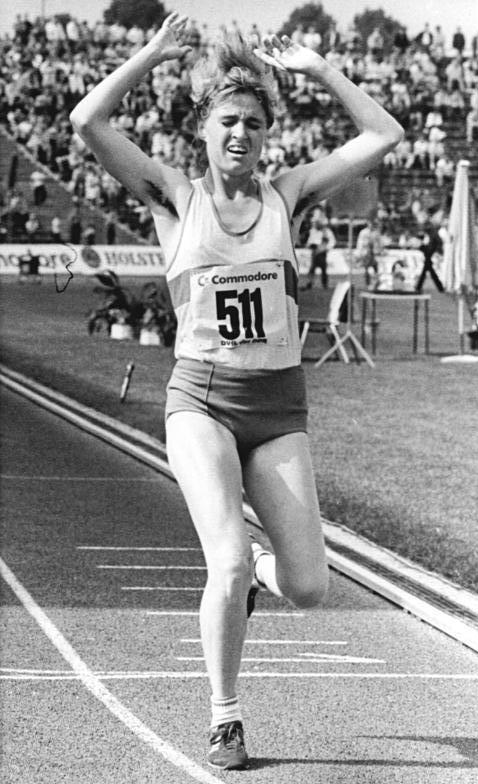
Beate Anders wurde Sechzehnte

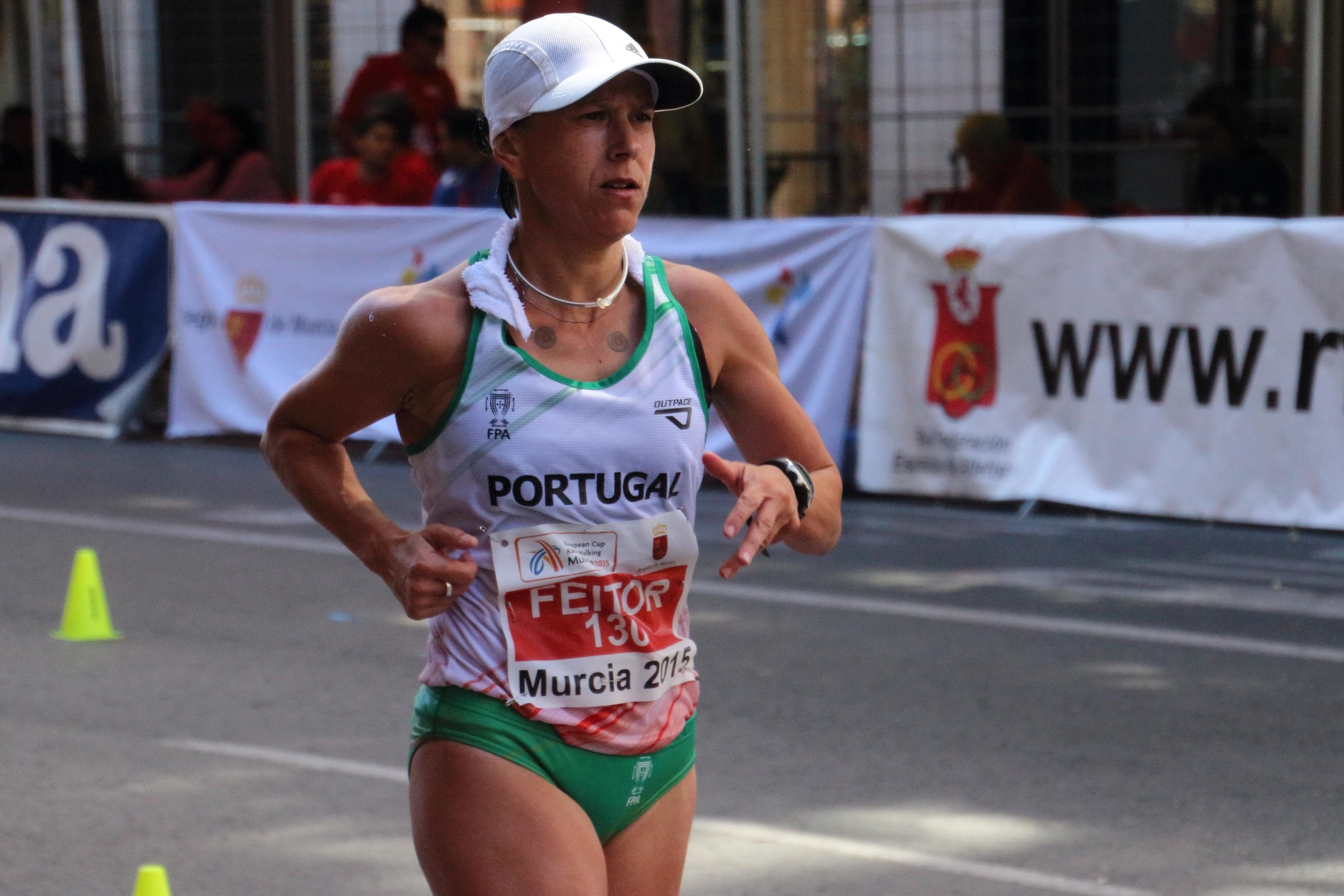
Susana Feitor – 2005 WM-Bronzemedaillengewinnerin über 20 km – wurde disqualifiziert

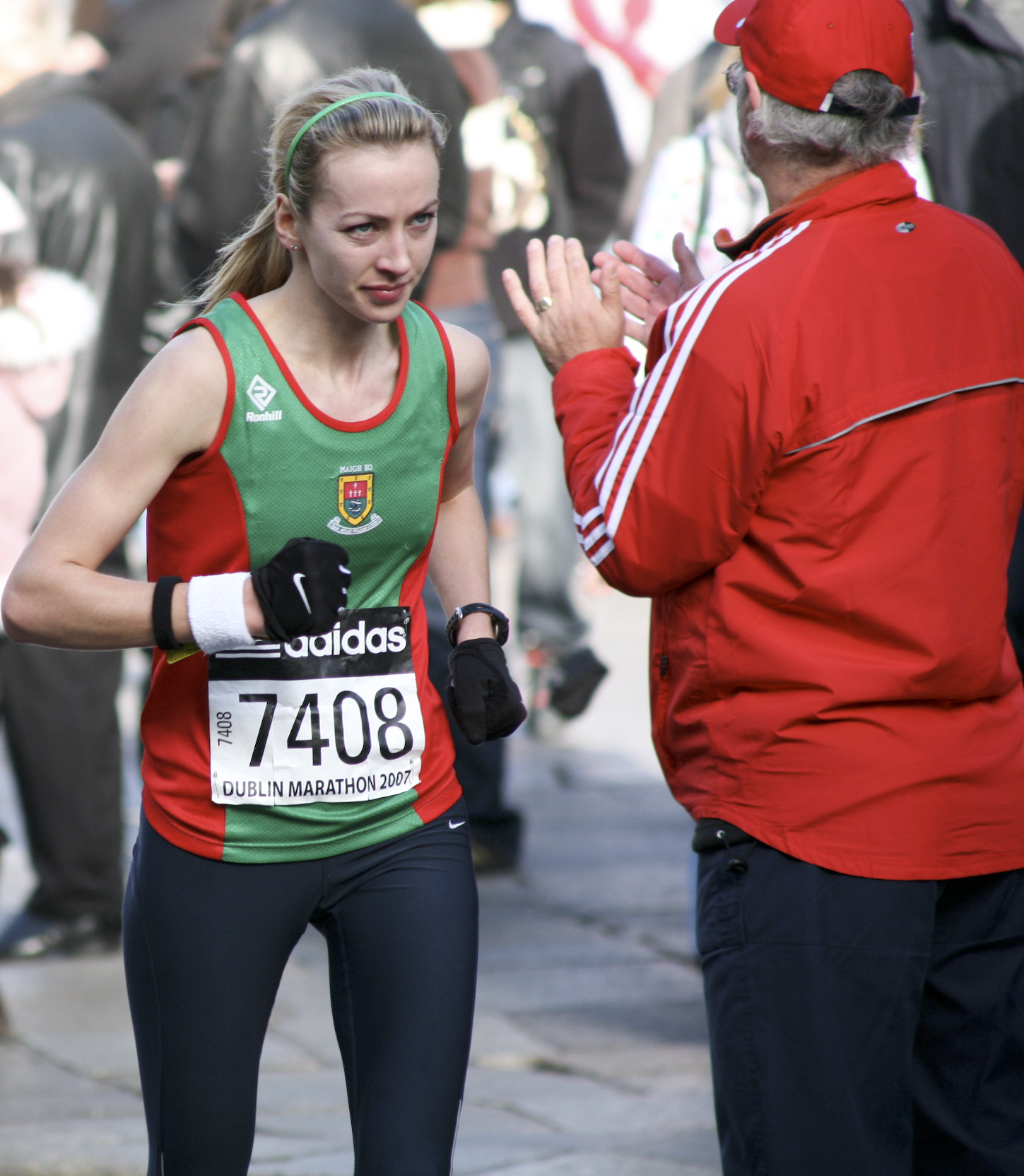
Alina Iwanowa (Foto: Dublin-Marathon 2007) wurde ebenfalls disqualifiziert

Datum: 3. August 1992, 19:50 Uhr
| Platz | Athletin               | Land                | Zeit (min) | Anmerkung |
| ----- | ---------------------- | ------------------- | ---------- | --------- |
| 01    | Chen Yueling           | Volksrepublik China | 44:32      | erster OR |
| 02    | Jelena Nikolajewa      | EUN                 | 44:33      |           |
| 03    | Li Chunxiu             | Volksrepublik China | 44:41      |           |
| 04    | Sari Essayah           | Finnland            | 45:08      |           |
| 05    | Cui Yingzi             | Volksrepublik China | 45:15      |           |
| 06    | Madelein Svensson      | Schweden            | 45:17      |           |
| 07    | Annarita Sidoti        | Italien             | 45:23      |           |
| 08    | Jelena Sayko           | EUN                 | 45:23      |           |
| 09    | Anne Judkins           | Neuseeland          | 45:28      |           |
| 10    | Mari Cruz Díaz         | Spanien             | 45:32      |           |
| 11    | Katarzyna Radtke       | Polen               | 45:45      |           |
| 12    | Mária Rosza            | Ungarn              | 45:50      |           |
| 13    | Ildikó Ilyés           | Ungarn              | 45:54      |           |
| 14    | Encarna Granados       | Spanien             | 46:00      |           |
| 15    | Kerry Saxby-Junna      | Australien          | 46:01      |           |
| 16    | Beate Anders           | Deutschland         | 46:31      |           |
| 17    | Beata Kaczmarska       | Polen               | 46:34      |           |
| 18    | Andrea Alföldi         | Ungarn              | 46:35      |           |
| 19    | Elisabetta Perrone     | Italien             | 46:43      |           |
| 20    | Michelle Rohl          | USA                 | 46:45      |           |
| 21    | Tina Poitras           | Kanada              | 46:50      |           |
| 22    | Emilia Cano            | Spanien             | 47:03      |           |
| 23    | Miki Itakura           | Japan               | 47:11      |           |
| 24    | Yūko Satō              | Japan               | 47:43      |           |
| 25    | Janice McCaffrey       | Kanada              | 48:05      |           |
| 26    | Debbi Lawrence         | USA                 | 48:23      |           |
| 27    | Victoria Herazo        | USA                 | 48:26      |           |
| 28    | Maricela Chávez        | Mexiko              | 48:39      |           |
| 29    | Pascale Grand          | Kanada              | 49:14      |           |
| 30    | Eva Machuca            | Mexiko              | 50:02      |           |
| 31    | Gabrielle Blythe       | Australien          | 50:13      |           |
| 32    | Elizabeth Sworowski    | Großbritannien      | 50:14      |           |
| 33    | Kathrin Born           | Deutschland         | 50:21      |           |
| 34    | Isilda Gonçalves       | Portugal            | 50:23      |           |
| 35    | Lisa Langford          | Großbritannien      | 51:44      |           |
| 36    | Miriam Ramón           | Ecuador             | 51:56      |           |
| 37    | Perri Williams         | Irland              | 54:53      |           |
| DSQ   | Susana Feitor          | Portugal            |            |           |
| DSQ   | Alina Iwanowa          | EUN                 |            |           |
| DSQ   | Victoria Lupton        | Großbritannien      |            |           |
| DSQ   | My Kyin Lwan           | Myanmar             |            |           |
| DSQ   | María Graciela Mendoza | Mexiko              |            |           |
| DSQ   | Ileana Salvador        | Italien             |            |           |

Favorisiert war zunächst einmal die Russin Alina Iwanowa, die 1991 für die UdSSR Weltmeisterin geworden war und nun als Mitglied des Vereinten Teams startete. Mit starken Zeiten aus der Olympiasaison standen auch die chinesischen Geherinnen Chen Yueling, bei den Weltmeisterschaften als Sechste platziert, und Li Chunxiu hoch im Kurs. Weitere Medaillenanwärterinnen waren die schwedische Vizeweltmeisterin Madelein Svensson, die finnische WM-Dritte Sari Essayah, die australische WM-Fünfte Kerry Saxby-Junna und die amtierende Europameisterin Annarita Sidoti aus Italien.
Bei heißen Witterungsverhältnissen übernahm die Weltmeisterin früh die Führung. Zusammen mit ihrer Teamkameradin Jelena Nikolajewa legte sie das Tempo vor. Die beiden konnten sich allerdings nicht von ihren Konkurrentinnen lösen. Eine ca. zwanzigköpfige Spitzengruppe war bei Streckenhälfte noch eng zusammen. Hier orientierten sich die Chinesinnen nun weiter nach vorn. Asienmeisterin Chunxiu, Yueling und Cui Yingzi verbesserten ihre Positionen im Feld, schließlich übernahmen Chunxiu und Yueling die Führung. Mit den beiden Chinesinnen an der Spitze erreichten die Geherinnen das Stadion. Das Feld war inzwischen mehr und mehr auseinandergezogen worden. Medaillenchancen hatten noch Yueling, Chunxiu, Iwanowa und Nikolajewa. Iwanowa versuchte, noch heranzukommen und die Lücke zu den beiden Führenden zu schließen, doch 150 Meter vor dem Ziel wurde sie zum dritten Mal verwarnt und damit disqualifiziert. Chen Yueling ging schließlich zu Gold. Im Kampf um die Silbermedaille wurde es noch einmal eng. Jelena Nikolajewa zog noch an Li Chunxiu vorbei und sicherte sich Platz zwei. Die Ränge vier bis sechs belegten in dieser Reihenfolge Sari Essayah, Cui Yingzi und Madelein Svensson.

## Video
- 3976 Olympic Track & Field 1992 10km Walk Women, youtube.com, abgerufen am 30. Dezember 2021